# Кольбиц
Кольбиц (нем. Colbitz) — община в Германии, в земле Саксония-Анхальт. 
Входит в состав района Оре. Подчиняется управлению Эльбе-Хайде.  Население составляет 3302 человека (на 31 декабря 2010 года). Занимает площадь 71,85 км².
Коммуна подразделяется на 4 сельских округа.